# Roland Szolnoki
Roland Szolnoki (sinh 21 tháng 1 năm 1992) là một cầu thủ bóng đá Hungary thi đấu cho Videoton FC ở vị trí hậu vệ phải.
Anh ghi bàn thắng đầu tiên trước Kecskemét, ngày 26 tháng 5 năm 2013.

## Thống kê câu lạc bộ
Tính đến 6 tháng 8 năm 2017
| Câu lạc bộ          | Mùa giải            | Giải vô địch | Giải vô địch | Cúp     | Cúp       | Cúp Liên đoàn | Cúp Liên đoàn | Châu Âu | Châu Âu   | Tổng    | Tổng      |
| Câu lạc bộ          | Mùa giải            | Số trận      | Bàn thắng    | Số trận | Bàn thắng | Số trận       | Bàn thắng     | Số trận | Bàn thắng | Số trận | Bàn thắng |
| ------------------- | ------------------- | ------------ | ------------ | ------- | --------- | ------------- | ------------- | ------- | --------- | ------- | --------- |
| Videoton            | 2009–10             | 0            | 0            | 2       | 0         | 8             | 0             | 0       | 0         | 10      | 0         |
| Videoton            | 2010–11             | 0            | 0            | 1       | 0         | 0             | 0             | 0       | 0         | 1       | 0         |
| Videoton            | 2011–12             | 13           | 0            | 5       | 0         | 7             | 0             | 0       | 0         | 25      | 0         |
| Videoton            | 2012–13             | 18           | 1            | 4       | 0         | 2             | 0             | 6       | 0         | 30      | 1         |
| Videoton            | 2013–14             | 21           | 0            | 1       | 0         | 2             | 1             | 1       | 0         | 25      | 1         |
| Videoton            | 2014–15             | 25           | 0            | 5       | 0         | 5             | 0             | 0       | 0         | 35      | 0         |
| Videoton            | 2015–16             | 21           | 0            | 2       | 0         | –             | –             | 6       | 0         | 29      | 0         |
| Videoton            | 2016–17             | 21           | 0            | 1       | 0         | –             | –             | 6       | 0         | 28      | 0         |
| Videoton            | 2017–18             | 3            | 0            | 0       | 0         | –             | –             | 4       | 0         | 7       | 0         |
| Videoton            | Tổng cộng           | 122          | 1            | 21      | 0         | 24            | 1             | 23      | 0         | 190     | 2         |
| Tổng cộng sự nghiệp | Tổng cộng sự nghiệp | 122          | 1            | 21      | 0         | 24            | 1             | 23      | 0         | 190     | 2         |